# Torture porn

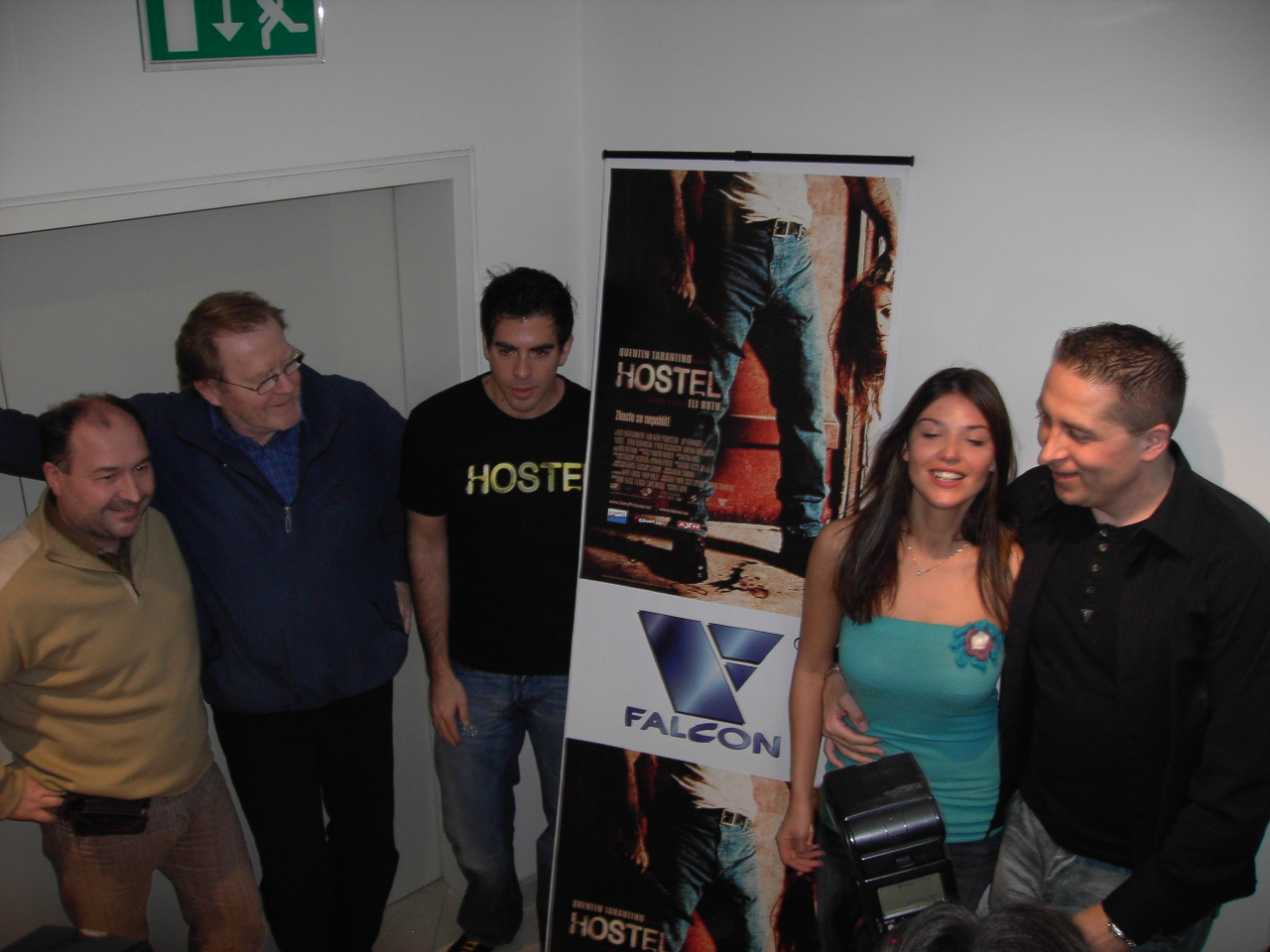
Il cast di Hostel, uno dei torture porn più noti.

Il torture porn è un sottogenere del cinema dell'orrore, in particolare legato allo splatter, che ha trovato il suo successo e la sua applicazione nel grande schermo nei primi anni duemila. Vengono etichettati sotto questo nome film nei quali sono presenti quattro elementi caratteristici: mutilazioni, nudità, sadismo e tortura. Un altro fattore che li distingue dagli splatter classici è il bilancio di produzione relativamente basso e una distribuzione cinematografica limitata se comparata al genere nativo.
La prima opera cinematografica a essere definita "torture porn" fu Hostel (2005) di Eli Roth da un commento del critico David Edelstein nel gennaio 2006. Tuttavia, una prima classificazione di questo genere fu data al primo Saw - L'enigmista (2004) e, poi, ai suoi seguiti, anche se i realizzatori della serie sono in disaccordo con tale associazione.
Alcune di queste pellicole hanno significato un'economia di profitto per gli studi finanziatori, alcuni esempi sono: Saw, realizzato con 1,2 ml $ ne incassò internazionalmente più di 100ml $; Hostel, realizzato con una spesa all'incirca di 5ml $, incassandone nel mondo più di 80ml $.

## Critica
Sin dalla nascita oggetto di critiche, più negative che positive, sia per i contenuti esposti nell'opera ritenuti inneggiare alla violenza sessuale sia per le campagne di promozione che spesso hanno visto spazi pubblicitari e/o locandine raffiguranti immagini crude e violenza grafica, che il più delle volte hanno creato problemi legati alla loro pubblicizzazione anche in luoghi pubblici.
A difendere sia il genere sia un film criticato particolarmente, Hostel: Part II, si mise il noto e prolifico autore di narrativa orrorifica, Stephen King, affermando che "certo che mette a disagio il genere, ma buona parte dell'arte dovrebbe far sentire a disagio".
Di parere contrario invece il regista George A. Romero, che dichiarò: "Non capisco i film torture porn. Sono privi di significato".

## Lista di torture porn
Di seguito una lista dei principali torture porn realizzati dalla nascita del genere ad oggi:
- Salò o le 120 giornate di Sodoma (1975)
- Guinea Pig (serie di film) (1985)
- Happy Tree Friends (serie animata, 1999 - in corso)
- Baise moi - Scopami (2000)
- Ichi the Killer (2001)
- La casa dei 1000 corpi (2003)
- Dagon - La mutazione del male (2001)
- Alta tensione (2003)
- Saw - L'enigmista 
  - Saw II - La soluzione dell'enigma
  - Saw III - L'enigma senza fine
  - Saw IV
  - Saw V
  - Saw VI
  - Saw 3D - Il capitolo finale
  - Saw - Legacy
  - Spiral - L'eredità di Saw
  - Saw X
- Murder-Set-Pieces (2004)
- Wolf Creek (2005)
- La casa del diavolo (2005)
- Hostel (2005)
- Are You Scared? (2005)
- The Torturer (2005)
- Turistas (2006)
- Le colline hanno gli occhi (2006)
- Gag (2006)
- Taxidermia (2006)
- Le colline hanno gli occhi 2 (2007)
- Snuff 102 (2007)
- Hostel: Part II (2007)
- Borderland - Linea di confine (2007)
- Captivity (2007)
- Il nome del mio assassino (2007)
- Inside-À l'intérieur (2007)
- Seed (2007)
- Torture Room (2007)
- La ragazza della porta accanto (2007)
- Frontiers - Ai confini dell'inferno (2008)
- Nella rete del serial killer (2008)
- WΔZ (2008)
- Mum & Dad (2008)
- Scar (2008)
- Dying Breed (2008)
- Prossima fermata - L'inferno (2008)
- The Collector (2009)
- Mom & Dad (2009)
- In the market (2009)
- L'ultima casa a sinistra (2009)
- Grotesque (2009)
- Shadow (2009)
- The Human Centipede (First Sequence) (2009)
- Cold Fish  (2010)
- A Serbian Film (2010)
- The Tortured (2010)
- The Bunny Game (2010)
- I Spit on Your Grave (2010)
- The Human Centipede 2 (Full Sequence) (2011)
- Hostel: Part III (2011)
- Urban Explorer (2011)
- Safeword (2011)
- The Collection (2012)
- Evil Things - Cose cattive (2012)
- I Spit on Your Grave 2 (2012)
- Madness Of Many (2013)
- American Guinea Pig (serie di film) (2014)
- The Human Centipede 3 (Final Sequence) (2015)
- Knock Knock (2015)
- Deadly Weekend (2015)
- 7 in The Torture Chamber (2015)
- Run, Hide, Die (2015)
- Scathing (2016)